# Скрипниченко, Дмитрий Фёдорович
Дмитрий Фёдорович Скрипниченко — ученый-хирург, доктор медицинских наук (с 1956 года), профессор (с 1957 года). Член Международной ассоциации хирургов.

## Биография
Родился в 1921 году. В 1943 году окончил Ленинградскую Военно-медицинскую академию.
Участник Великой Отечественной войны. В 1943—1944 годах являлся главным хирургом и начальником медицинской службы соединения партизанских отрядов под командованием С. А. Колпака и П. П. Вершигоры. Во время службы в партизанских отрядах оперировал известного украинского поэта и командира отряда Платона Воронько. В 1944 году был помощником начальника и хирургом эвакопункта 1-го Белорусского фронта. В 1944—1945 годах — начальник гарнизонного хирургического отделения в Сталинграде.
В 1956 году защитил докторскую диссертацию по теме «Хирургическое лечение бронхоэктатической болезни». Ученик профессора В. И. Стручковой.
В 1964—1988 годах — заведующий кафедрой хирургии Киевского института усовершенствования врачей.
Умер в 1994 году. Похоронен в Киеве на Байковом кладбище .

## Научный вклад
Автор более 300 научных работ, в том числе 20 монографий. Сфера научных интересов — торакальная хирургия, хирургия органов брюшной полости, сосудистая хирургия, эндокринная хирургия, хирургия подгрудничной железы.
Под его руководством выполнены 3 докторских и 34 кандидатских диссертации. Ученики — профессора Д. И. Кривицкий, М. Ф. Мазурик, В. И. Мамчич, М. М. Шевнюк, К. А. Циберный.

## Награды
Постановлением Госсовета ПНР от 17.01.1964 за номером 0/27 был удостоен Серебряного Креста Virtuti Militari.
Лауреат Государственной премии Украинской ССР в области науки и техники (1986; за учебник для медицинских училищ «Хирургия», опубликованный в 1984 году /четвертое издание/).
Награждён орденами Ленина, Отечественной войны 1-й степени, «Знак Почета», медалями.